# Céroïdes-lipofuscinoses neuronales
Pour les articles homonymes, voir CLN.

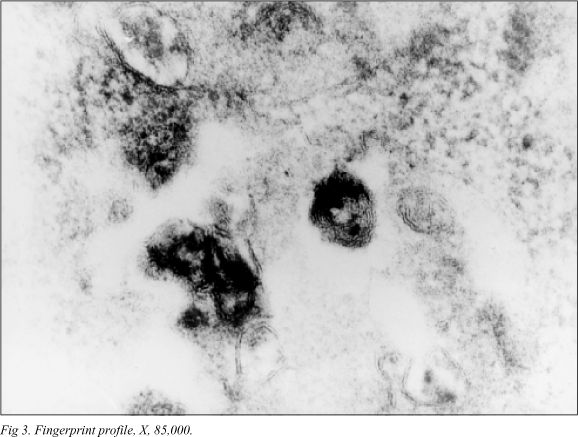

Les céroïdes-lipofuscinoses neuronales (CLN) sont un groupe  de maladies dégénératives de surcharge lysosomale caractérisées par une détérioration progressive neurologique et mentale s'accompagnant de convulsions et aboutissant rapidement à la mort. La perte progressive de la vision est une caractéristique de la plupart des céroïdes-lipofuscinoses.

## Types
Les différentes céroïdes-lipofuscinoses se distinguent par l'âge de survenue de la maladie et l'ordre d'apparition des signes. On distingue ainsi :
- la céroïde-lipofuscinose infantile ou maladie de Hagberg-Santavuori ou céroïde-lipofuscinose neuronale de type 1 : les enfants sont normaux à la naissance. Vers l'âge de deux ans apparaît une perte de la vision avec convulsions. La neurodégénérescence survient secondairement. L'âge du décès est entre 8 et 11 ans ;
- la céroïde-lipofuscinose infantile tardive ou maladie de Jansky-Bielschowsky ou céroïde-lipofuscinose neuronale de type 2 : les premiers signes surviennent  entre 2 et 4 ans généralement par des convulsions rapidement suivies par des signes de neurodégénérescence[1] : arrêt du développement, ataxie, syndrome pyramidal et extra pyramidal. La perte de vision survient entre 4 et 6 ans et aboutit rapidement vers la cécité totale. L'âge du décès est entre 10 et 30 ans. Elle est due à des mutations sur le gène TPP1 (appelé aussi CLN2)[2]. La cerliponase alpha, en injection dans les ventricules cérébraux, permet d'en retarder l'évolution[3]. Il existe des variants de cette forme :
  - la céroïde-lipofuscinose infantile tardive type turque,
  - la céroïde-lipofuscinose infantile tardive  type finlandaise,
  - la céroïde-lipofuscinose infantile tardive variante localisée en Amérique du Sud, Costa Rica, Portugal etc.
- la céroïde-lipofuscinose juvénile ou maladie de Batten ou maladie de Spielmeyer-Vogt ou céroïde-lipofuscinose neuronale de type 3, provoquée par une mutation sur le gène CLN3 : Premiers signes vers 4 à 10 ans souvent perte de vision aboutissant rapidement à la cécité totale, suivie d'épilepsie généralisée ou de convulsions myocloniques. L'espérance de vie est entre 10 et 30 ans ;
- la céroïde-lipofuscinose adulte ou maladie de Kufs ou céroïde-lipofuscinose neuronale de type 4 : Les premiers signes apparaissent entre 10 et 30 ans et la mort survient 10 ans après. Les manifestations commencent par des épisodes de convulsions myocloniques avec des anomalies du comportement. Une démence s'installe avec ataxie ;
- épilepsie du nord ou céroïde-lipofuscinose neuronale de type 5 : Ce type de céroïde-lipofuscinose neuronale commence entre 5 et 10 ans. Elle se manifeste principalement par des convulsions et des épisodes myocloniques.

## Autres noms
- Déficit en palmitoyl-protéine thioestérase
- Maladie de Batten[4]

## Incidence & prévalence
Les céroïdes-lipofuscinoses neuronales représentent la plus fréquente des maladies neuro dégénératives héréditaires avec une prévalence de 1 sur 25000.
L'incidence varie en fonction des pays de 0,1 à 7 pour 100 000 naissances. Près de la moitié des cas rapportés sont en Finlande où l'incidence est de 1 sur 20 000 naissances.

### Mode de transmission
- La maladie de Kufs ou céroïde-lipofuscinose neuronale de type 4 est de transmission autosomique dominante.
- Les autres types de céroïde-lipofuscinoses neuronales sont de transmission autosomique récessive.

## Association de patients
- En France, Vaincre les Maladies Lysosomales